# Škofovska palača, Montauban
Nekdanja škofijska palača v Montaubanu je v francoskem departmaju Tarn-et-Garonne, 17, rue de l'Hotel de Ville, poleg mostu Pont Vieux.

## Zgodovina

### Ustanovite v Montaubanu
Škofovska palača stoji v stari fevdalni deželi, imenovani Cantaloube, ki je pred letom 1144 pripadala trem vitezom iz Montauriola. Albert II., opat Saint-Théodarda, je ta fevd kupil od vitezov 14. maja 1140.
Alphonse Jourdain, Toulouški grof je zasedel domeno, ki je leta 1144 kupila opatijo Montauriol in ustanovil 9. oktobra 1144 mesto Montauban. Temeljna listina v 11. členu določa, da se zgradi grad, v členu 24 pa, da bodo prebivalci kraja zgradili most čez Tarn. Ko bo most zgrajen, se bo grof lord strinjal s šestimi svetovalci, prebivalci tega kraja, o pravicah, ki jih bodo tam morali vzpostaviti, tako da bo omenjeni most mogoče vzdrževati in popravljati. Po buli papeža Evgena IV. z dne 23. junija 1145, je bil grad v gradnji . Arhivi mesta Montauban navajajo 5. julija 1168 grad, imenovan Castellare, na desnem bregu Pissotte. Je vzporedno z mestnim obzidjem. Cerkev sv. Jakoba je bila zgrajena v bližini pred letom 1148.
Carinska listina, ki jo je Toulouški grof podelil prebivalcem novega mesta, daje davčne in pravne privilegije, ki bodo pritegnili prebivalce samostanske dežele Montauriol. Opat protestira ko ugotovi, da mu grof daje polovico pravic nad Montaubanom.
Pariška pogodba iz leta 1229 je zahtevala, da Toulouški grof Rajmond VII. uniči svoje gradove, vključno z Montaubanskim. Verjetno so ostali zidovi v spodnjih delih palače.
Gradnja mostu je predvidena v listini iz leta 1144. Konzulat je bil 24. marca 1195 dopolnjen s temeljno listino Toulouškega grofa Rajmonda VI.
Po smrti Rajmonda VII. je bilo leta 1249 okrožje Toulouse vrnjeno hčerki Jeanne Toulouški, ki je bila poročena z Alfonzom de Poitiers, bratom francoskega kralja. Oba sta umrla leta 1271. Francoski kralj Filip III. Drzni je podedoval grofijo Toulouse zato ima polovico pravic do Montaubana.
Leta 1317 je papež Janez XXII. razpustil škofijo v Toulouseu in ustanovil več škofov, tudi v Montaubanu. Opatija sv. Téodarda de Montauriol postane stolnica.
Gradnje mostu konzuli niso predvideli do leta 1291 z odkupom zemljišč. Odlok iz leta 1303 Filipa IV. Lepega predvideva gradnjo mostu poleg gradu . Most je bil dokončan okoli leta 1335 in je imel dva stolpa, po enega na vsakem koncu. Na desnem bregu Tarna so bili zgrajeni trije oboki mostu poleg gradu.

### Angleški grad, Château-Neuf in Château Renaud
Brétignyjska pogodba iz 8. maja 1360 je Montaubanu prenesla pod suverenost angleškega kralja Edwarda III., vojvode Akvitanskega. Francoski kralj Ivan II. Francoski je zahteval, da mesto odpre vrata Jeanu Chandosu, generalpolkovniku angleškega kralja, ki je vstopil vanj 20. januarja 1362 in ga prevzel.
Akvitansko vojvodstvo in njene nove posesti je med letoma 1362 in 1372 upravljal Edvard Črni Princ. Začel je z gradnjo novega gradu na mestu starega ob starem mostu. Krilo s pogledom na Tarn, ki vsebuje Salle du Prince Noir, se naslanja na stolp mostu.
Prebivalci Montaubana so se v prvih dneh junija 1369 uprli in pregnali angleški garnizon. Ta upor je prekinil dela na grad.
Stoletje in pol so prostori graščine služili kot skrivališče za tatove in kurtizane. Senešal Quercyja je leta 1520 kurtizane pregnal..

### Château-Neuf in konzuli Montaubana
Leta 1528 je kralj Franc I. Francoski odstopil Château-Neuf konzulom v Montaubanu, ki so želeli dokončati gradnjo, da bi postal mestna hiša. Vendar pa majhen dohodek občine ni omogočil, da bi se lotili tega projekta. Konzuli so bili zadovoljni, da so v grad dodali vrata, da bi prepovedali dostop in najeli prostore.
Leta 1550 se je reformacija postopoma razširila na študentske in cerkvene kroge. 18. novembra 1551 je Henrik II. škofu Montabana Jeanu de Lettesu pisal, naj »očisti škofijo napak, škandalov, lažnih in izpodbojnih naukov, ki zastrupljajo čredo Jezusa Kristusa« . 
Leta 1560 so konzuli v Montaubanu zavrnili poziv toulouškega parlamenta, da bi prišli raziskat napredovanje krivoverstva. Leta 1561 parlament v Toulousu pošlje kralju pismo, ki mu govori o verskem uporu v Montaubanu. Leta 1565 je bil na Place du Coq zgrajen prvi tempelj.
Konzuli utrjujejo obzidje z materialom, ki je prihajal iz uničenih katoliških stavb. Leta 1562 se je mesto uprlo trem napadom, ki jih je naročil Blaise de Monluc. Mostni stolp, ki je bil ob Château-Neufu, je bil med temi napadi uničen. Amboisejski edikt je zahteval rušitev obzidja pred prihodom kralja Karla IX. med njegovo veliko turnejo leta 1565. Leta 1569 so ga na hitro obnovili. Slabo obnovljenega so morali  leta 1574 ponovno obnavljati.
Nekatera starodavna besedila navajajo, da je podzemni prehod povezoval Château-Neuf z levim bregom Tarna, kot v pesmi Jeana Fournierja iz leta 1564 z naslovom Affliction de la ville de Montauban, leto 1562.
Pod desnim krilom palače obstajata dve podzemni sobi. Zgrajeni sta bili v srednjem veku proti pristopnim lokom mostu. Druga je odprta na loku. 22. marca 1567 so se konzuli odločili, da bodo del gradu nad temi prostori oddali v najem gospodu Bertrandu Lanyelu.
Od leta 1567 so bile obnovljene utrdbe Montaubana. Dvorišče Château-Neuf, ki je bilo spredaj ob obzidju, je bilo napolnjeno do trenutne ravni, in tvori ploščad Castel-Nyo. Dela, ki so se začela leta 1568, so se nadaljevala leta 1588. Leta 1574 je bilo obzidano eno glavnih oken dvorane Črnega princa. Konzuli so najeli del zemljišča, ki je omogočilo gradnjo hiš, omenjenih v aktih iz 1581, 1585 in 1608. Leta 1598 je aneks Nantskega edikta določil Montauban za protestantsko varnostno mesto.
Januarja 1621 so konzuli odšli v Château-Neuf. Odločijo se zapreti vse odprtine srednjeveških prostorov. Del obokov je razbit, da bi zapolnili del prostorov. Ploščad, ki se je začela graditi leta 1568, je končana. Na Tarnski strani meji na kreneliran parapet in ga varujejo trije močni stražni stolpi. Mesto se je uprlo Ludviku XIII., ki mesto oblega med avgustom in novembrom 1621.
Po kapitulaciji La Rochelle, 28. oktobra 1628, so se montaubanski konzuli pogajali o predaji kralju. Kralj je kapitulacijo sprejel pod pogojem, da mesto uniči svoje utrdbe. 20. avgusta 1629 se je na Porte de Villebourbon pojavil kardinal Richelieu. Odpravi se do cerkve sv. Jakoba, ki so jo uničili protestanti, razen zvonika, da bi tam opravil mašo. Cerkev je bila povišana v rang stolnice, da bi nadomestili uničeno stolnico sv. Téodarda. V Montaubanu je tik po kardinalovem odhodu izbruhnila epidemija kuge, ki je v šestih mesecih umorila 6000 prebivalcev. Rušenje obzidja se je nadaljevalo do leta 1633.

### Škofovska palača
V Montauban se je leta 1636 vrnil škof Anne de Murviel in katedralni kapitelj.
Leta 1661 se je markiz iz Saint-Luca s svojimi četami preselil v Montauban in vodil zatiranje odpora hugenotov. Verjetno je po tej operaciji škof sklenil, da se naseli v Château-Neuf .
Škof je želel obdržati vse spodnje prostore, vendar dobil tudi vse prostore, zgrajene na njih, uničene decembra 1658. Kupil je deset hiš, ki so bile zgrajene na podlagi Château-Neuf ..
Leta 1663 je škof zaprosil konzule, naj mu podelijo stolp ob Pont Vieux, ki je bil obnovljen po letu 1574, ker je bil preblizu palače, ki jo je želel zgraditi. Nato je bil porušen.
4. marca 1664 je Bernard de Campmartin (kraljev arhitekt in mojster kraljevih popravil v Languedocu), za škofa Pierra de Bertierja (ali Berthierja) določil specifikacije in načrte za zidavo in tesarstvo škofovske palače Montauban. Zgrajena je na mestu angleškega gradu, imenovanega grad Renaud, ob mostu. Med obleganjem Montaubana je bil resno prizadet. Načrti Bernarda Campmartina kažejo, da je škofovsko palačo navdahnil Château de Laréole, ki ga je leta 1579 zgradil Dominique Bachelier za francoskega blagajnika Pierra de Cheverryja. Konzuli so leta 1665 izkoristili dela na škofovski palači za širitev rue des Bains, sedanje ulice mestne hiše.
Z namestitvijo novega krila ob mostu (severozahodno), pravokotno na glavno stavbo ob Tarnu, se je zmanjšala širina dovozne poti do mostu. Steza je bila popravljena v 18. stoletju, tako da ji daje stalno širino, vzporedno s krilom škofovske palače.
Gradnja se je začela z glavno stavbo, se nadaljevala s krilom na južni strani in nato južnim delom krila na severni, kjer je glavno stopnišče. Postopek pridobitve lastništva, potrebnega za nadaljevanje del, je upočasnil gradnjo.
Gradnja škofovske palače je leta 1671 dovolj napredovala, da se je vanjo naselil škof Pierre de Bertier. Roke škofa so vklesane na ogrodje, ki nadzira portal častnega stopnišča, vendar je leta 1674 umrl v nesreči. Palača še ni bila dokončana.
Leta 1676 je v Montauban prispel novi škof Michel Colbert de Saint-Pouange. Delo je aktivno nadaljeval leta 1679 z dokončanjem južnega krila in gradnjo severovzhodnega paviljona, kjer je kapela. Zunanji zaključek zidov je bil 25. avgusta 1680. 

### Po letu 1791
Med francosko revolucijo leta 1790 je palača postala državna last. Na dražbi je bila 25. marca 1791 in mestu prodana za ceno 81.450 frankov in postala mestna hiša .
V del prostorov mestne hiše po odhodu okrožnega sodišča so tam namestili donacijo  68 slik, ki jo je leta 1843 prispeval baron Vialette de Mortarieu.
Leta 1852 je Jean Auguste Dominique Ingres mestu Montauban podaril 54 slik in 24 grških ali etruščanskih vaz. Ko je leta 1867 umrl, je mesto dobilo zelo pomembno donacijo, ki jo je izpostavil njegov prijatelj Armand Cambon. Zbirka je obogatena z drugimi donacijami. Zbirke v lasti mesta so bile zelo utesnjene.
Mestna hiša je zapustila staro škofovsko palačo in se naselila v palači, zaseženi leta 1906.
V nekdanji škofijski palači je bil leta 1854 ustanovljen Musée Ingres.

### Zaščita
Stara škofijska palača je bila 11. marca 1910 uvrščena med zgodovinske spomenike.